# Asante Samuel
Asante T. Samuel (ur. 6 stycznia 1981 w Fort Lauderdale) – amerykański zawodnik futbolu amerykańskiego, grający na pozycji cornerbacka. Występował w drużynie University of Central Florida.
W roku 2003 przystąpił do draftu NFL. Został wybrany w czwartej rundzie (120. wybór) przez zespół New England Patriots. Występował w niej przez pięć sezonów. Kolejne cztery lata spędził w drużynie Philadelphia Eagles. Od roku 2012 występuje w Atlanta Falcons.
Czterokrotnie został wybrany do meczu gwiazd Pro Bowl (2007-2010), a trzykrotnie do najlepszej drużyny ligi All-Pro (2007, 2009, 2010).